# Frötjärnen, Dalarna
Frötjärnen är en sjö strax norr om Nyhammar i Ludvika kommun i Dalarna och ingår i Norrströms huvudavrinningsområde. Sjön har en area på 0,771 kvadratkilometer och ligger 186,2 meter över havet. Sjön avvattnas av sjön Stenbergstjärnen och vattendraget Norrboån (Tyrsån).

## Beskrivning
Sjön sträcker sig i nord-sydlig riktning. Längs sjöns västra strand går riksväg 66. Frötjärnen är cirka 2,2 km lång och maximalt 200-250  meter bred. Frötjärnen är den södra fortsättningen av sjösystemet Malingarna. Vid sitt södra slut är sjön uppdämd. Här låg på 1800-talets början en stångjärnssmedja med namnet "Nya Hammaren", därav bildades sedermera ortnamnet "Nyhammar".
Förbi Frötjärnens västra sida leder Pilgrimsleden Västerbergslagen som invigdes i maj 2003.

## Delavrinningsområde
Frötjärnen ingår i delavrinningsområde (668990-145218) som SMHI kallar för Utloppet av 668753-145266. Medelhöjden är 270 meter över havet och ytan är 55,48 kvadratkilometer. Räknas de 4 avrinningsområdena uppströms in blir den ackumulerade arean 227,13 kvadratkilometer. Norrboån (Tyrsån) som avvattnar avrinningsområdet har biflödesordning 4, vilket innebär att vattnet flödar genom totalt 4 vattendrag innan det når havet efter 285 kilometer. Avrinningsområdet består mestadels av skog (85 procent). Avrinningsområdet har 0,94 kvadratkilometer vattenytor vilket ger det en sjöprocent på 1,7 procent.